# 雒雋
雒雋（1917年12月23日—2007年3月15日），聖名文都辣，天主教朔州教區主教。
生於朔州米昔馬莊（今新安莊）出生，1935年進入教區小修院。在山陝總修院接受司鐸培育後，於1944年晉鐸，期後曾在朔州不同堂區服務。1948年前往蘭州教區工作。1949至54年政治動盪年間，回家鄉務農。
1954年到汾陽學習，後返回朔州城區醫院工作。1986年，他出任南關堂區的本堂神父，並在該處開設眼科診所。1990年7月8日獲祝聖為主教。
2007年一月中旬摔斷腿骨後，於2月8日接受手術，結果令人滿意，但其後出現腎功能衰竭，心臟和肺部也變得衰弱。3月4日出院回主教府休養，直至3月25日下午去世。